# Osvaldo Sampaio Melo
Osvaldo Sampaio Melo, ou apenas Osvaldo Melo, (Belém, 30 de janeiro de 1926 – local não identificado, 20 de março de 2004) foi um advogado, jornalista e político brasileiro, outrora deputado federal pelo Pará.

## Dados biográficos
Filho de Oscar da Cunha Melo e Enedina Sampaio Melo. Funcionário público, formou-se advogado em 1949 na Universidade Federal do Pará. Entre 1950 e 1952, foi diretor-geral da Assembleia Legislativa do Pará e logo depois secretário legislativo da Câmara Municipal de Belém. Secretário-geral da prefeitura, tornou-se chefe do setor de pessoal da Superintendência do Desenvolvimento da Amazônia em 1961 e após a vitória do Regime Militar de 1964, assumiu o cargo de vice-prefeito de Belém nesse ano e o de prefeito em 1965. Chefe do Gabinete Civil no governo Jarbas Passarinho, assumiu o cargo de secretário de Governo no primeiro governo Alacid Nunes.
Filiado à ARENA, elegeu-se deputado estadual em 1970 e 1974 e deputado federal em 1978. Membro do PDS a partir de 1980, renovou o mandato em 1982 e durante a legislatura votou contra a Emenda Dante de Oliveira em 1984 e em Paulo Maluf no Colégio Eleitoral em 1985. Não reeleito em 1986, retornou à Câmara dos Deputados em 1990, votando a favor do impeachment de Fernando Collor em 1992. No ano seguinte ingressou no PPR, encerrando a vida pública ao final do mandato.